# Women’s Hospital Corps

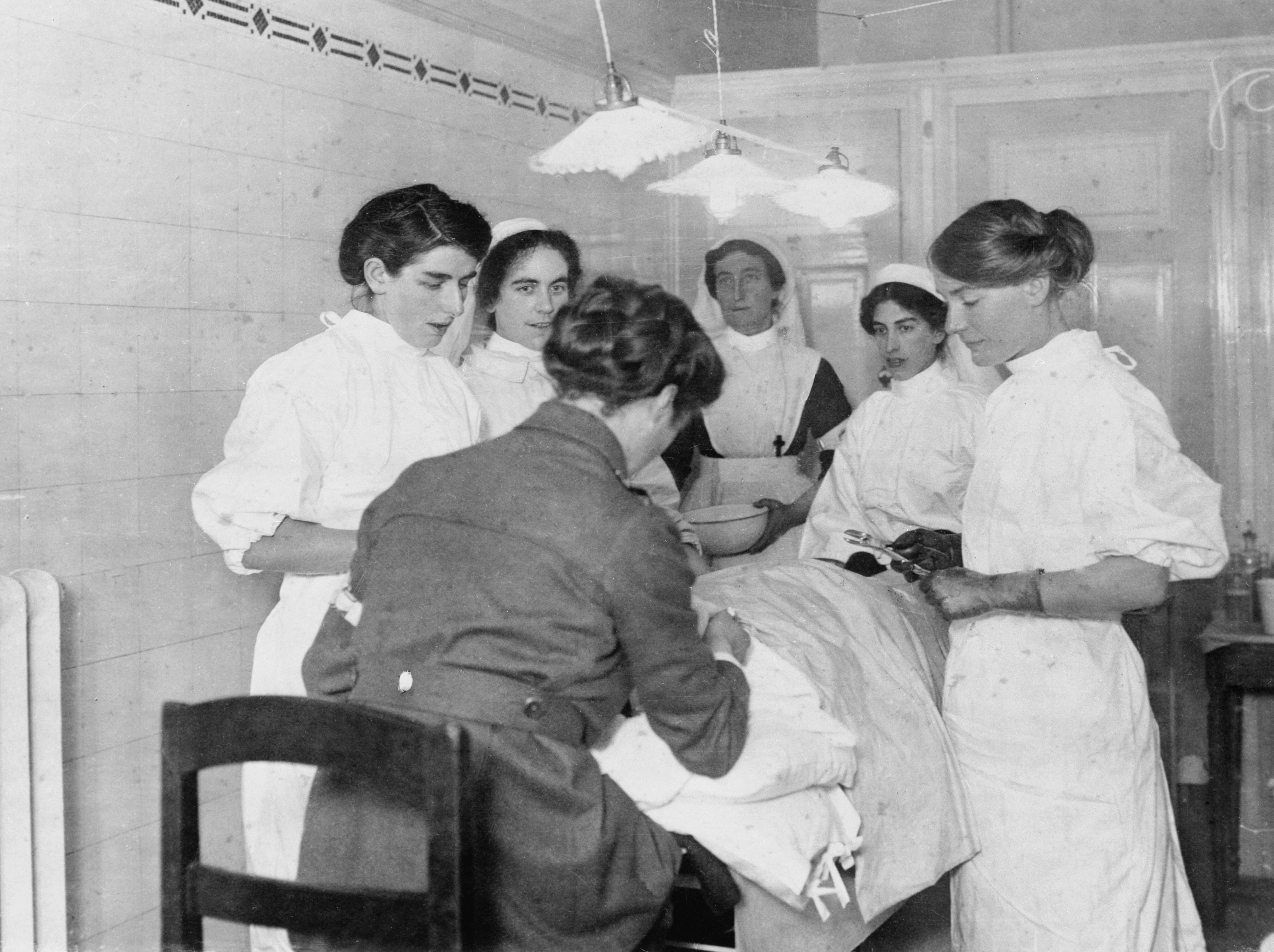
Frauen des Women's Hospital Corps im Operationssaal in Paris, Oktober 1914

Das Women's Hospital Corps (WHC; engl. für Frauen-Hospital-Korps) war ein militärischer Verband des britischen Militärsanitätskorps (RAMC) während des Ersten Weltkriegs. Er wurde durch den Zusammenschluss britischer Medizinerinnen unter der medizinischen Leitung von Louisa Garrett Anderson und Flora Murray gebildet.

## Sanitätseinrichtungen des WHC
Garrett Anderson und ihre Lebensgefährtin Murray traten im August 1914 an die französische Botschaft in London mit dem Plan heran, neben dem offiziellen britischen Militärhospital in Versailles eine weitere Sanitätseinrichtung zur Versorgung verwundeter Soldaten in Frankreich aufzubauen. Das britische Militär lehnte den Einsatz von Frauen als Militärärztinnen ab.

### Hilfskrankenhäuser in Paris und Wimereux
Die britischen Ärztinnen und Krankenschwestern des WHC betrieben von Mitte September 1914 bis Februar 1915 in Frankreich zwei Feldlazarette, das Hôpital Auxiliaire im Hôtel Claridge an der Pariser Avenue des Champs-Élysées mit rund 100 Betten und bald darauf auf Grund des hohen Verwundetenanfalls bei Boulogne-sur-Mer ein weiteres im Château Mauricien in Wimereux.
Das Pariser Hospital nahm notdürftig ausgestattet am 16. September 1914 die ersten Verwundeten auf und wurde zunächst nur durch private Spenden und durch das Französische Rote Kreuz getragen, lag schon bald vom medizinischen Standard über dem der regionalen französischen Einrichtungen und wurde teilweise mit dem Standard des US-amerikanischen Lazaretts in der Stadt verglichen. Noch während des Einsatzes erhielten die Frauen militärische Uniformen des britischen Militärsanitätskorps. Von Flora Murray ist bekannt, dass sie zuletzt den militärischen Rang eines Oberfeldarztes innehatte. Behandelt wurden neben britischen Verwundeten schon bald auch französische Soldaten sowie Angehörige alliierter Truppen. Klinikleiter des Pariser Lazarettes war ein Franzose, die medizinische Leitung oblag Garrett Anderson und Murray. Das Hospital wurde am 18. Januar 1915 geschlossen und das noch in Paris verbliebene Personal nach Wimereux verbracht.
Das Lazarett in Wimereux wurde mit offiziellem Auftrag des britischen Sanitätskorps eröffnet und von Rosalie Jobson und Majorie Blandy erkundet. Kurz darauf verlegten auch Garrett Anderson und Murray nach Wimereux und übernahmen die medizinische Leitung des Hospitals. Das Hospital war am 6. November 1914 aufnahmebereit. Da bereits Überlegungen angestellt wurden, die Kräfte des WHC nach London zu verlagern, blieb es wesentlich kleiner als das Pariser Lazarett.

### Endell Street Military Hospital
Die Leistung des WHC wurde rasch anerkannt. Bereits am 18. Februar 1915 hatten Garrett Anderson und Murray die Unterstützung von Sir Alfred Keogh in seiner Funktion als Chief Medical Officer und erhielten vom Verteidigungsministerium des Vereinigten Königreichs den Auftrag für den Aufbau und den Betrieb eines Militärkrankenhauses in einem Armenhaus der St. Giles-Kirchengemeinde in der Londoner Endell Street, Covent Garden. Keoghs Entscheidung wurde von vielen Angehörigen des britischen Militärsanitätskorps nicht geteilt, sie prophezeiten eine Schließung des Militärkrankenhauses binnen sechs Monaten.
Das von Garrett Anderson geleitete und unüblicherweise für diese Zeit ausschließlich von Frauen betriebene Militärkrankenhaus hatte eine Kapazität von 573 Betten und versorgte während seiner Existenz vom 22. MärzMai 1915 bis Dezember 1919 rund 26.000 Patienten, davon 24.000 Kriegsverwundete. Insgesamt wurden mehr als 7.000 Operationen im Endell Street Military Hospital durchgeführt. Das Krankenhaus wurde später abgerissen, an gleicher Stelle steht heute ein Wohnhaus.

## Weitere nennenswerte WHC-Angehörige
Neben den beiden medizinischen Leiterinnen und Aktivistinnen der Women’s Social and Political Union Louisa Garrett Anderson und Flora Murray gehörten zu den nennenswerten Mitgliedern der ersten Stunde die Medizinerinnen Grace Judge, Hazel Cuthbert und Gertrude Gazdar sowie die noch im September 1914 in Paris hinzugestoßenen Ärztinnen Majorie Blandy und Rosalie Jobson. Die Pflegedienstleitung hatten Olga Campbell, Mardie Hodgson und eine weitere Krankenschwester. Das Pflegepersonal bestand überwiegend aus Hilfskräften.

### Grace Judge
Charlotte Grace Judge (* 14. Februar 1882 in Wynberg; † ??) war eine in Südafrika geborene britische Ärztin. Sie war die Tochter des früheren Zivilkommissars von Kimberley Edward Arthur Judge und seiner Frau Alice Elizabeth, geborene Shepstone, und hatte sechs Geschwister. Sie zog 1891 mit ihren Eltern in den Londoner Stadtbezirk Clapham und studierte in London, wo sie wahrscheinlich Mitte 1913 zum Doctor of Medicine graduierte.

### Hazel Cuthbert
Hazel Haward Chodak-Gregory, geborene Cuthbert (* 20. Juli 1886 in London; † 12. Januar 1952), war eine britische Kinderärztin.
Sie war die Tochter des Architekten Goymore Cuthbert und seiner Frau Marion, geborene Linford. Mit der finanziellen Unterstützung ihres Onkels studierte sie in London Humanmedizin und graduierte 1911 zum Bachelor und 1913 zum Doctor of Medicine. Während ihres Einsatzes in Paris mit dem WHC war sie auch als Ärztin auf den motorisierten Ambulanzfahrzeuge eingesetzt, die die Verwundeten aus der Kampfzone retteten.
1916 heiratete sie den Mediziner Alexis Chodak-Gregory. Aus der Ehe ging ein Sohn hervor. Sie arbeitete nach ihrem Kriegseinsatz am Kinderhospital von Birmingham und ab 1919 am Londoner Royal Free Hospital. Es folgte eine Verwendung als Assistenzärztin am Queen Elizabeth Hospital for Children und 1926 die Entscheidung zur Facharztausbildung auf dem Gebiet der Kinderheilkunde. Sie war Vorsitzende des Medizinischen Komitees und Vizedirektorin der London School of Medicine for Women. Aus gesundheitlichen Gründen musste sie sich 1946 zur Ruhe setzen.

### Rosalie Jobson
Rosalie Jobson (* 1886; † 1963) war eine in Schottland geborene britische Ärztin und Militärärztin. Sie war die Tochter des späteren Brigadearztes W. Jobson. Sie studierte Medizin an der Oxford University und schloss ihr Studium erfolgreich 1914 mit der Mitgliedschaft des Royal College of Surgeons of England (MRCS) und dem Lizenziat des Royal College of Physicians (LRCP) ab. Dem WHC schloss sie sich im September 1914 zusammen mit Majorie Blandy in Paris an. Mit ihr erkundete sie 1914 auch das Lazarett in Wimereux.
Während ihres Feldeinsatzes in Paris lernte sie erstmals ihren späteren Ehemann, den Neurologen Sir Gordon Morgan Holmes kennen. Mit ihm hatte sie später drei gemeinsame Kinder namens Kathleen, Rosalie und Elizabeth. In der Literatur über ihren Ehemann findet Jobson auch Erwähnung als international agierende Sportlerin.

### Majorie Blandy
Majorie Blandy (* 1887; † 1937) war eine britische Ärztin. Sie war die erste weibliche medizinische Registratorin am Londoner National Hospital for Neurology and Neurosurgery am Queen Square. Sie trat gemeinsam mit Rosalie Jobson dem WHC im September in Paris bei und erkundete mit ihr 1914 das Lazarett in Wimereux.
1922 heiratete sie den irischen Neurologen James Purdon Martin. Die Ehe wurde zunächst geheim gehalten, da verheiratete Frauen zu dieser Zeit ihre berufliche Beschäftigungen aufgeben mussten.

### Olga Campbell
Olga Byatt, geborene Campbell (* 1891; † 1943), war eine britische Krankenschwester. Sie lernte Flora Murray durch die Heirat ihrer Tante Evelyn mit Flora Murrays Bruder William kennen und wurde von ihr am 14. September 1914 für den Dienst im WHC angeworben. Im Frankreichensatz leitete sie gemeinsam mit Mardie Hodgson den Pflegeeinsatz und war in Wimereux offiziell zur Quartiermeisterin bestallt.
1924 heiratete sie Horace Archer Byatt, den damaligen Gouverneur von Trinidad und Tobago. Aus der Ehe gingen die gemeinsamen Söhne namens Hugh, Robin und David hervor.